# 角距離

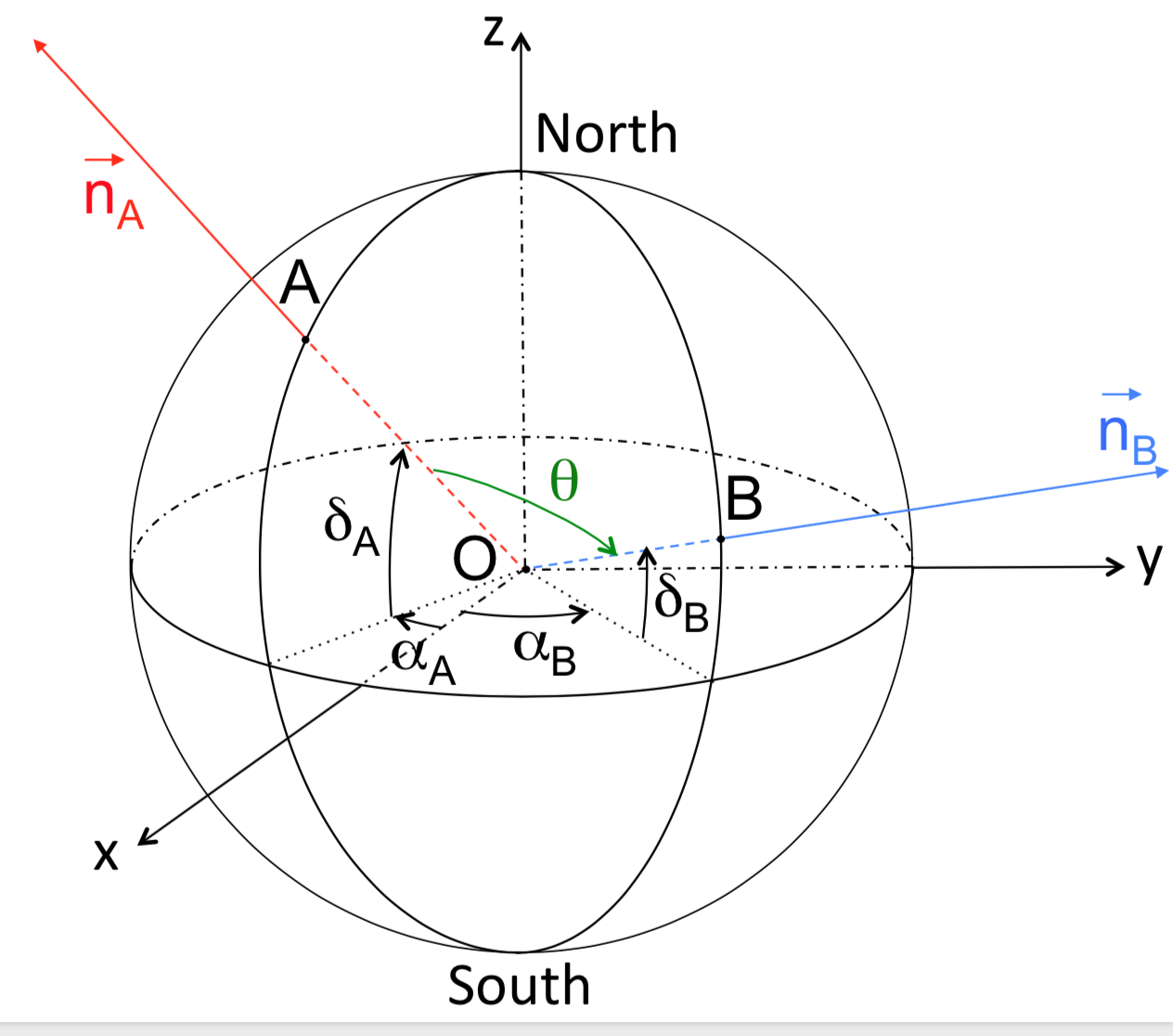
点Oから見た点Aと点Bとの間の角距離

角距離（かくきょり、英語: angular distance）とは、角度（大円の弧が中心に対して張る角度）で表した2点間の距離のことである。中心をO、対象の2点をA・Bとしたとき、角距離は∠AOBとなる。本来は天文学における用語であるが、地震学などにおける用語としても使用される。

## 天文学における角距離
天文学における「角距離」とは、天球上における2つの天体の間の距離のことであり、この場合は「視距離」ともいう。単に「角距離」といった場合、天文学における角距離を指す場合が多い。なお、天球上の一点と極との角距離を「極距離」といい、北極距離や南極距離などがある。

## 地震学における角距離
地震学における「角距離」とは、元々扁球により近似される地球を真球とみなし、地心緯度（地球の中心からの緯度）および経度で表した震央距離（地震の震央から観測点までの距離）のことである。特に遠地地震の場合は震央距離が1,000〜1,500 km以上にも及ぶため、角距離で表した方が便利である。
右図において角距離 {\displaystyle \theta } は、球面三角法の余弦定理を用いて次のように表される：
{\displaystyle \theta =\cos ^{-1}\left[\sin \delta _{A}\sin \delta _{B}+\cos \delta _{A}\cos \delta _{B}\cos(\alpha _{A}-\alpha _{B})\right]}